# متلازمة ما بعد فيروس الإيبولا
متلازمة ما بعد فيروس الإيبولا (أو متلازمة ما بعد الإيبولا) هي إحدى متلازمات ما بعد الفيروس التي تصيب الأفراد المتعافين من عدوى الإيبولا. تشمل أعراض المتلازمة كلًا من ألم العضلات والمفاصل، ومشاكل العينين، بما في ذلك فقد البصر، والعديد من المشاكل العصبية، بالإضافة إلى مجموعة من العلل الأخرى، التي يصل بعضها إلى درجة شديدة من شأنها إعاقة الفرد عن العمل. على الرغم من إبلاغ تقارير عديدة عن ظهور مجموعة من الأعراض المماثلة التي تلت فترات تفشي مرض فيروس الإيبولا خلال العشرين سنة الأخيرة، لم يبدأ العاملون الصحيون في استخدام هذا المصطلح حتى عام 2014 حين استخدموه للإشارة إلى مجموعة من الأعراض المرصودة لدى الأفراد المتعافين من هجمة حادة لمرض فيروس الإيبولا.

## العلامات والأعراض
كان الباحثون على دراية بمجموعة من الأعراض التي تلت مرض فيروس الإيبولا بشكل متكرر خلال 20 سنة، لكن لم تبدأ التقارير في الإبلاغ عنها على نطاق واسع حتى عام 2014 إذ تزامنت تلك الفترة مع أعداد كبيرة من الناجين الذين تغلبوا على هذا الوباء القاتل في غرب أفريقيا. قد تتظاهر متلازمة ما بعد الإيبولا بأعراض مثل ألم المفاصل، وألم العضلات، وألم الصدر، والإعياء، وفقدان السمع، وفقدان الشعر، وانقطاع الحيض بالإضافة إلى ضعف طويل الأمد في الصحة. أبلغ بعض الناجين عن معاناتهم من مشاكل عصبية بما في ذلك مشاكل في الذاكرة ونوبات الهلع. يعاني الناجون أيضًا فقدان البصر بشكل متكرر وفقًا للتقارير، بالإضافة إلى الألم، والالتهاب وضبابية الرؤية في العينين. في عام 2015، نشرت مجلة نيو إنغلاند جورنال أوف ميديسين ورقتين بحثيتين حول أعراض متلازمة ما بعد الإيبولا التي شملت الخمول، وألم العضلات، وفقدان الشعر وفقد البصر، الذي يصل في كثير من الحالات إلى درجة قريبة من العمى، إلى جانب التهاب العنبية.

## الآلية
على الرغم من إحراز تقدم ملحوظ في هذا الصدد ما من شأنه تقديم مساعدة محتملة للناجين من الإيبولا، ما تزال هناك حاجة إلى تمويل أفضل وأبحاث إضافية من أجل توفير المزيد من الإجابات المتعلقة بمتلازمة ما بعد الإيبولا.
تكشف الدراسات من حالات التفشي السابقة أن الفيروس قادر على النجاة في بعض مناطق الجسم لمدة أشهر عديدة بعد الشفاء من المرض، مثل العينين والخصيتين، إذ لا يمكن لجهاز المناعة الوصول إليها. ما يزال من المجهول حتى الآن ما إذا كانت الأعراض العصبية التي يعاني منها الناجون ناجمة بشكل مباشر عن الفيروس أم محرضة بشكل غير مباشر كنتيجة لاستجابة جهاز المناعة على العدوى بالفيروس. من المعروف أيضًا أن فيروس الإيبولا قادر على تحريض حالة شديدة من عاصفة السيتوكين التي تؤدي بدورها إلى النزف في جميع أنحاء الجسم، بما في ذلك الدماغ، ما من شأنه تفسير الأعراض العصبية التي أبلغت التقارير عنها.

## التشخيص
بالنسبة إلى التشخيص، قد يظهر الفرد حساسية تجاه الضوء أو قد يعاني من احمرار العينين في حالة الاشتباه بوجود مشاكل عينية. من الناحية العصبية، ينبغي مراقبة التنسيق، والمشية وعلامات التحرير الجبهي لدى الفرد.

## الإنذار

### استمرارية الفيروس وانتقاله
استطاع برينارد وآخرون في مراجعة لهم الكشف عن وجود فيروس الإيبولا لدى ما يقارب 3 من أصل 4 عينات سائل منوي (عائدة إلى 18 ناجٍ من الإيبولا) بعد 4 أشهر تقريبًا من العدوى الأولية بالفيروس، مع أخذ العينات الإيجابية الأخيرة خلال فترة تزيد عن 6 أشهر (203 يوم) من حدوث العدوى بالفيروس. أشار جانب آخر لدى الناجين من الإيبولا إلى إمكانية انتقال الفيروس جنسيًا، إذ أمكن رصد الفيروس في السائل المنوي بعد تسعة أشهر من إعلان خلو هؤلاء الأفراد من الإيبولا. استطاعت دراسة لعام 2017 كشف وجود الفيروس في السائل المنوي لبعض الرجال بعد أكثر من عامين على تعافيهم من العدوى الحادة بالفيروس، إذ أظهرت إحدى هذه الحالات استمرار وجود الرنا الفيروسي للإيبولا لمدة تصل إلى 40 شهر بعد المرض.
في بداية عام 2021، بدأ تفشي مرض فيروس الإيبولا في غينيا ما أدى إلى 18 إصابة و9 وفيات، إذ اعتُقد أن سبب التفشي عائد إلى أحد الناجين من تفشي المرض في غرب أفريقيا. تسبب هذا الفرد على ما يبدو في نقل العدوى إلى امرأة في غينيا بعد أكثر من 5 سنوات على إصابته بعدوى الفيروس. 

## الأبحاث
يعمل باحثون من المعهد الوطني للاضطرابات العصبية والسكتة الدماغية (إن آي إن دي إس) بالتعاون مع شركاء الأبحاث الليبيريين في دراسة متابعة مدتها 5 سنوات على مجموعة من 1500 فرد من الناجين من الإيبولا في ليبيريا. يخضع الناجون لعملية التقييم كل 6 أشهر؛ انتهى الباحثون من عملتي متابعة حتى أكتوبر 2017. يعمل الباحثون على تتبع حالات الانتكاس واستمرارية الفيروس، بالإضافة إلى تحديد سمات العقابيل الموجودة في مختلف أجهزة الجسم وإجراء الدراسات السريرية على التداخلات الدوائية واللقاحات.
تعاون المعهد الوطني للحساسية والأمراض المعدية مع دولة ليبيريا لإطلاق دراسة بريفيل III (شراكة من أجل أبحاث لقاحات الإيبولا في ليبيريا III) في أواخر عام 2014، إذ يمثل هذا العمل التعاوني دراسة حول الناجين وغيرهم من الأفراد الذين كانوا على تماس شخصي معهم. وصفت النتائج الأولية لهذه الدراسة مجموعة من التحديات البطنية، والصدرية، والعصبية، والعضلية الهيكلية والعينية التي يتعرض لها الناجون.
استقصت دراسة بريفيل IV بدورها فعالية دواء «جي إس - 5734» وقدرته على المساعدة في التخلص من رنا فيروس الإيبولا المعند في السائل المنوي لدى الرجال، والتقليل بالتالي من الانتقال المحتمل للفيروس عبر الاتصال الجنسي.
استقصت دراسة بريفيل VII وجود دليل على رنا فيروس الإيبولا في الخلط المائي للعين لدى الناجين من الإيبولا بالإضافة إلى اختبار نتائج جراحة الساد لديهم مقارنة بمجموعة السكان المحليين. 
في عام 2018، بعد انقضاء أكثر من عامين على انتهاء تفشي الإيبولا في شرق سيراليون، بدأت دراسة على الناجين من الإيبولا مع استخدام عائلاتهم كمجموعة مضبوطة. نُشرت هذه الدراسة في عام 2021، وتمكن الباحثون بالاستناد إلى نتائجها من رصد العملية الكامنة خلف الأعراض المستمرة والمعندة لدى بعض الناجين من الإيبولا وليس جميعهم. تشير بعض الفرضيات إلى أن «الالتهاب المستمر ناجم عن العدوى المعندة مقابل ظواهر المناعة الذاتية». يشير الباحثون إلى وجود حاجة لمزيد من الدراسات من أجل التوصل إلى استنتاجات دقيقة حول سبب استمرار اختبار بعض الناجين لعلل ما بعد المتلازمة.